# Сруб
Сруб — деревянное сооружение, стены которого собраны из обработанных (рубленых) брёвен.
Срубами в России были дома, в том числе избы, храмы, прясла и башни деревянных кремлей и прочие сооружения деревянного зодчества.

## Виды срубов
- Городня — бревенчатый сруб, заполненный землёй или камнем. Применяется при строительстве опор мостов, а также плотин малых гидроэлектростанций.
- Повалуша — большой, башнеобразный сруб под отдельной крышей в хоромах и больших жилых деревянных домах.
- Ряж — деревянный сруб, погружаемый в грунт и заполняемый сухой, вязкой, жирной глиной или булыжником. В основном применяется к постройкам гидротехническим для устройства основания плотин, молов, набережных, иногда и мостовых опор и т. д. Примером такой плотины может служить ГЭС Кайру в Республике Алтай.
- Четверик — сруб прямоугольной формы[1].
- Шестерик — шестиугольный в плане бревенчатый сруб.
- Восьмерик — восьмигранный (восьмиугольный) сруб.
- Пятистенок — конструкция сруба с перерубом (внутренней бревенчатой или брусовой стеной или перегородкой, выполненной одновременно с основным срубом, врублённой с остатком).

## Технология изготовления
Строительство деревянных домов ведётся из брёвен хвойных и лиственных пород. Материал должен быть сухим, без гнили, трещин, не заражённым грибком или жуком-древоедом. Брёвна для стен должны иметь в отрубе диаметр от 18 до 40 см.
Брёвна в срубе укладываются одно на другое («в клеть»), а в углах соединяются «в чашу» (или «в обло») — с выступающими концами брёвен, — либо «в лапу» (или «в зуб») — без выступа, — а также другими соединениями.
Один ряд сруба называется венцом.
Первый (окладной) венец кладут из более толстых брёвен. Венцы сплачивают между собой в паз, который выбирают с нижней стороны каждого бревна. Ширина паза, в зависимости от климатических условий, колеблется от 13 до 15 см. Лучшая форма паза — полуокружность, худшая — треугольник. Для утепления пазов используются как традиционные теплоизоляционные материалы — мох, льняная пакля, войлок, так и современные — ленточные утеплители на основе джута. Чтобы придать стенам устойчивость, при строительстве дома венцы между собой укрепляют вставными шипами высотой 12—15 см, располагая их через 1,5—2 м по длине и в шахматном порядке по высоте сруба. В простенках шипы устанавливают один над другим (не менее двух).
Из-за усушки древесины и уплотнения заложенного в пазы утеплителя рубленые стены в первые 1—1,5 года после строительства дома дают усадку, достигающую 1/20—1/30 первоначальной высоты сруба. Поэтому если высота помещения должна быть в чистоте 3 м, то при рубке сруб надо делать на 15—20 см выше. Глубина гнёзд под шипы также делается на 1,5—2 см больше длины шипов. Над оконными и дверными проёмами деревянного строения оставляют специальный зазор на осадку, равный 1/20 высоты проёма. Этот зазор заполняют теплоизоляционным материалом, а после осадки в него вставляют брусок и конопатят.
Устойчивость рубленых стен большой протяжённости достигается размещением внутренних капитальных стен «перерубами» на расстоянии не более 6,5 м при диаметре брёвен 22 см и 8,5 — при диаметре 25 см. При больших расстояниях между внутренними стенами наружные стены усиливают сжимами или коротышами. В углах стены соединяют различными способами, «в чашку» с остатком, «в лапу», «в норвежскую чашку», «в канадскую чашку». По длине брёвна соединяют прямым шипом.

### Зимний и летний лес
Сруб обычно разделяют на зимний лес и летний. Отличия между ними не очень большие, но считается[кем?], что зимний обладает более высоким качеством, более устойчив к растрескиванию под воздействием перепадов температур. Как правило, к зимнему лесу относят хвойные породы деревьев, такие, как сосны и ели. Такие деревья содержат много смол. Гораздо больше, чем аналогичные деревья, но в летний период.
Влажность древесины живого дерева меняется с сезоном. Обычно наименьшая влажность — летом, а наибольшая — зимой. Причем влажность ядра и спелой древесины меняется незначительно, основные изменения приходятся на заболонь.
Преимущество зимних деревьев перед летними заключается не только в том, какими свойствами они обладают, но и в том, что срубы относящиеся к холодному времени года рубят зимой. Это связано с тем, что при низкой температуре очень медленно развиваются болезнетворные бактерии, которые впоследствии могут испортить дерево. Риск появления синевы и плесени становится практически минимален. Важно также учитывать, что на морозе древесина будет просыхать постепенно, а значит более равномерно, чем тогда, когда на улице высокая температура. Это способствует меньшему растрескиванию сруба в дальнейшем. Обычно зимний лес начинают рубить в ноябре или декабре. Именно в это время движение сока в деревьях становится минимальным.

### Оцилиндровка
Прогресс вторгается и в изготовление срубов — появляется всё больше фирм, производящих срубы из оцилиндрованного (фрезерованного, круглого в сечении) бруса с нижним пазом для укладки на предыдущий венец, в виде полного готового набора деталей — отрезков бруса с чашами, прорезанными в нужных местах. Своего рода конструктор. Детали одного диаметра, точно вырезанный нижний паз, простая маркировка намного облегчают сборку сруба на месте, намного удешевляют строительство. Самые трудоёмкие операции поддаются механизации при изготовлении. В этом есть серьезные недостатки — часть заболони удаляется при калибровке бруса, что способствует повышенному растрескиванию и короблению изделия, неравномерной усадке сруба, брус уже невозможно сориентировать северной стороной в стене наружу. Обратная ситуация — с ручной рубкой, которая обеспечивает тонкий и ровный подгон брёвен друг к другу, делая конструкцию плотной и надёжной, защищая в дальнейшем дом от образования щелей в межвенцовых и пазовых соединениях.

### Лафет
В настоящее время в России приобретает популярность норвежская рубка, точнее один из видов, при котором для укладки стен применяют не кругляк, а лежень, то есть двукантный брус. Лежень, в применении к норвежской рубке, российские строительные компании часто неправильно называют лафет, распространяя это слово и на весь специфический стиль норвежской рубки (видимо, из-за созвучия с норв. Lafteverk). Для углового соединения вместо круглой чаши вырубается «норвежский замок» — специальная клиновидная выемка с потайным шипом и пазом. Для большей эффектности в данном стиле норвежской рубки «лафет» стремятся делать из брёвен диаметром от 40-50 см в поперечнике.
Лафет получается из бревна спилом двух противоположных горбылей. Вместо пилорамы можно использовать старинный способ обтёски или сколки боков топором, при этом полученный горбыль идёт на тёс, однако эти способы более трудоёмки. Далее оставшиеся нетронутыми полукруглые поверхности окориваются и лафет полностью простругивается вручную электрорубанком добела.
Следующий этап — укладка лафета в сруб. Бревно ставится на бревно внизу, лежащее «на ребро». Тем самым причерчивается будущий паз бревна, который выбирается вручную специальным топором — теслом. Это обеспечивает плотное прилегание лафета друг к другу, делает паз максимально широким, что даёт возможность уложить достаточное количество теплоизоляционного материала. В месте углового соединения вычерчивается сложная система трапецеидальных линий, образующих контур будущей «чаши». После многочисленных замеров делаются насечки, выбирая черновую работу. Далее так же вручную топором выбирается клиновидный замок, образующий при виде сверху как бы «седло», боковые поверхности которого тщательно шлифуются прямо в процессе изготовления самого замка. Завершая устройство соединения внутри делается потайной шип, который входит в потайной паз нижнего бревна. Это делается как правило в наружных угловых соединениях дома, обеспечивая дополнительную теплоизоляцию и прибавку в жёсткости. Считается, что «норвежский замок» лучше круглой чаши из-за лучшего заклинивания при усушке и усадке сруба, что не даёт брёвнам провернуться от своих внутренних напряжений. Чем больше усушка и усадка тем плотнее замок.

### Русские срубы
Ограниченность брёвен по длине несколько усложняет увеличение горизонтальных размеров строения. Эту проблему русские зодчие решали прирубкой одного сруба к стене другого, установкой двух срубов вплотную друг к другу и сращиванием брёвен по длине, но последний приём характерен для инженерных сооружений, а в жилых постройках применялся крайне редко и только в поздний период. Помещения большой площади из брёвен стандартной длины создавали при помощи восьмигранных в плане срубов (восьмериков), в том числе восьмериков с прирубами. Ещё одно важное достоинство восьмерика — хорошая сопротивляемость опрокидыванию. Очень редко встречаются шестерики и десятерики. Срубы нестандартных форм нашли применение в культовой и оборонной архитектуре. Криволинейные расширения сруба наподобие карниза, образуемые путём постепенного напуска брёвен, называются повалом. Большие повалы — характерная черта древних построек. Кроме художественного значения они способствовали отводу воды от стен. Торчащие наружу торцы поперечных стен располагались где придётся, не имели завершений в виде антаблемента и часто обрывались, не доходя до кровли. В этом, по замечанию А. И. Некрасова, — отличие русских построек от западноевропейских с их ритмическим делением стен системой пилястр и завершениями в виде карнизов (лишь в поздний период русские постройки приобрели подзоры, напоминающие западноевропейские карнизы).
Диаметр брёвен срубов колебался в пределах 200—500 мм, изредка до 990 мм. В старину, когда леса возле поселений ещё было в избытке, в дело пускали вековые деревья исполинского размера. В Сибири ещё в XX веке можно было встретить избы, срубленные всего лишь из 5—6 венцов. Обычная длина бревна составляла 5—10 м, но могла достигать 16 м.
В русском зодчестве известны срубы из плах, из бруса. Но всё же почти всегда срубы складывались из брёвен. А. Ю. Косенков разделил бревенчатые срубы на 5 классов: без перевязки и с частичной перевязкой горизонтальных швов между венцами (варианты чрезвычайно редкой рубки в иглу), а также 3 класса с полной перевязкой горизонтальных швов между венцами: срубы с зазорами между брёвнами (рубка в реж, встречается в конструкциях покрытий, в подпорных стенах, основаниях под мельницы и подпечья), срубы с заполнением зазоров между брёвнами жердями (рубка в погон, изредка встречается в хозяйственных постройках) и наиболее распространённые сплошные срубы, в которых брёвна прилегают вплотную друг к другу благодаря выбранным неглубоким полукруглым (в хозяйственных строениях нередко треугольным) продольным пазам. Паз может располагаться в нижней части бревна («нижняя припазовка» или «припазовка по верхнему венцу»), в верхней («верхняя припазовка» или «припазовка по нижнему венцу»). «Двойная припазовка» или «разнопаз» характерна одновременным существованием в срубе верхних и нижних пазов. Верхняя припазовка была распространена в древности, с XV—XVI веков плотники перешли к нижней припазовке. По принципу устройства угловых соединений (врубок) сплошные срубы можно разделить на 3 группы: врубки с остатком, врубки без остатка, врубки-гибриды, сочетающие в себе признаки, характерные для врубок с остатком и без остатка.
Способы рубки с остатком характерны тем, что угловую врубку размещают с отступом примерно в 200 мм от концов брёвен, так что концы брёвен (остатки) выступают за стены сруба. Остатки предохраняют углы от промерзания и придают дополнительную прочность постройке. Такие стены обладают особенной тектонической выразительностью. С. Л. Агафонов писал, что остатки брёвен как бы продолжают плоскости стен дальше их фактического окончания, чем способствуют особой слитности памятников русского зодчества с окружающим пространством.
В русском деревянном зодчестве наибольшее применение нашли способы рубки с остатком, в которых брёвна по углам связываются при помощи полукруглых чаш (рубки в обло). Наиболее архаичен вариант рубки в обло, когда чаша и паз вырубаются в верхней части бревна. Такие срубы просуществовали в некоторых местах на Севере и в Сибири вплоть до XIX века, а в Нижегородской области были распространены и в конце XX века. Однако в большинстве регионов уже с XV—XVI веков этот вариант уступил место рубке в русский угол или в чашу: паз стали рубить в нижней части бревна, а чашка осталась в верхней части и дополнилась полукруглым выступом-гребенем, соответствующим окружности паза поперечного бревна. Дальнейшим развитием явилась рубка в охлоп. Чашки и пазы вырубаются в нижней части бревна. Фактически это архаичная рубка в обло, но перевёрнутая на 180°. Наиболее ранние известные примеры относятся к XVI веку, была сравнительно распространённой в XIX—XX веках. Стремление улучшить жёсткость сруба и обеспечить ещё бо́льшую непродуваемость соединения привело к усложнению врубок путём устройства потайных шипов и замков. Это рубки в крюк, в курдюк, с присеком. Они нашли широкое применение в крестьянском домостроении в XIX веке, хотя были известны и ранее. Некоторые из них, например, рубка в крюк, позволяли обтёсывать внутренние стены без скруглений в углах.
Встречаются способы рубки с прямоугольными и трапециевидными выемками. Они характерны скорее для финно-угорского населения, нежели для русского. Рубкой в охряпку называется способ соединения брёвен прямоугольными или трапециевидными выемками с двух сторон бревна. Русские считали её «скорым, но дурным способом». Применялась она в хозяйственных постройках. В рубке в шведский угол используется одна трапециевидная выемка. В случае стёски брёвен на всю длину остатков они принимают форму шестигранников.
Способы рубки без остатка позволяют экономить материал, но они менее надёжны и промерзают сильнее, чем углы с остатком. Без остатка рубились опечки, крыльца, срубы часовен и холодных церквей, апсиды и т. д. Эти рубки были известны ещё ранним славянам, широко применялись в южных регионах. С XVIII века распространилась и на Севере. При рубке в прямую лапу концы брёвен стёсываются таким образом, что образуют параллелепипеды, имеющие высоту меньшую, чем высота бревна. Они укладываются друг на друга. Такое соединение совершенно не обеспечивает достаточной крепкости постройки, поэтому часто прямая лапа дополняется потайным шипом. Рубка в косую лапу похожа, но концы брёвен становятся подобны расширяющейся призме, в основе которой трапеция. Также может оснащаться потайными шипами.

### Канадская рубка
При канадской рубке применяется высокоточная подгонка брёвен, зазоры между брёвнами отсутствуют, чаша имеет трапециевидную форму, стены выглядят сплошным массивом, уплотнитель остаётся невидимым.
Отсутствие щелей между брёвнами достигается использованием специального разметочного приспособления, а утеплитель размещается вдоль бревна в изоляционном канале. При этом сохраняются все естественные изгибы бревна, что придаёт каждому дому, каждой стене неповторимость и индивидуальный характер. Вершиной плотницкого мастерства являются плотно, с точностью до миллиметра подогнанные угловые соединения брёвен. Собственный вес брёвен в сочетании с плотной подгонкой придают дому прочность и надёжность.
Особенностью данной технологии является сохранение крепкого внешнего слоя древесины, что не даёт стенам промерзать при низких температурах и значительно увеличивает срок жизни строения. Бережно сохраняемый наружный слой участвует в правильной фильтрации воздуха древесиной, создаёт неповторимый микроклимат внутри строения, прохладу летом и тепло зимой. Дополнительно, сохранение крепкого внешнего слоя (наружные 3—5 см) делает древесину более устойчивой к воздействию внешней среды, образованию плесени, грибка, посинению, изменению структуры под воздействием ультрафиолетовых лучей за счёт естественной защиты.